# Marco Vitorio Marcelo
Marco Vitorio Marcelo (en latín: Marcus Vitorius Marcellus) fue un senador romano, que vivió a finales del siglo I, y principios del siglo II, y desarrolló su cursus honorum bajo los emperadores Domiciano, Nerva, Trajano, y Adriano. Fue amigo del retoríco Quintiliano y el poeta Estacio.

## Familia y relaciones
La familia de Marcelo tenía sus raíces en Teate Marrucinorum (actual Chieti) cerca de Roma; su padre probablemente se llamaba Cayo Vitorio. Marcelo recibió su educación de la famoso retórico, Quintiliano, que dedicó su Institutio Oratoria a Marcelo, con la esperanza de que "mi tratado pueda ser de utilidad para la instrucción de su hijo, a cuya edad temprana muestra su camino claro para el pleno esplendor de la genialidad". Anthony Birley identifica a Lucio Septimio Severo, abuelo del emperador Septimio Severo, como uno de sus compañeros de clase. También, Syme encuentra digno de notar que aunque Plinio el Joven también fue alumno de Quintiliano, y el poeta Estacio conocía tanto a Plinio como a Marcelo, Marcelo "no recibe ninguna mención de Plinio, un coetáneo cercano (pr. 93), quien persiguió un tipo diferente de carrera y obtuvo un avance más rápido a través de dos puestos urbanos".
Estacio dedicó su cuarto libro de Silvae a Marcelo, y varias alusiones a la vida de Marcelo aparecen en los poemas recopilados en ese libro. Alrededor de los años 94 a 96, Marcelo estuvo en Roma y fue curador -supervisor- de la Via Latina;  , Estacio le escribe a Marcelo mientras supervisa la construcción de la calzada, instándole a dejar de trabajar durante el verano y tomarse unas vacaciones, diciéndole "que las excelentes cualidades se logran mejor después de la relajación".

## Carrera
Cónsul sufecto durante el nundinium de septiembre a diciembre de 105 junto a Gayo Cecilio Estrabón, la otra posible mención de Marcelo está fechada después de su consulado. Dos inscripciones en el norte de África que se refieren a un gobernador proconsular, Marcelo, que se han identificado con Vitorio Marcelo, y su periodo como gobernador data del 120/121.
Marcelo se casó con Hosidia, la hija del senador y general Gneo Hosidio Geta cónsul en 47; juntos tuvieron un hijo, Gayo Vitorio Hosidio Geta.